# Salsola marginata
Salsola marginata är en amarantväxtart som beskrevs av Viktor Petrovitj Botjantsev. Salsola marginata ingår i släktet sodaörter, och familjen amarantväxter. Inga underarter finns listade i Catalogue of Life.